# Conor Gallagher
Conor John Gallagher (Epsom, 6 de fevereiro de 2000) é um futebolista profissional inglês que joga como meio-campista do Atlético de Madrid e da seleção nacional da Inglaterra.

## Infância e pessoal
Gallagher nasceu em Epsom, Surrey, filho de Lee e Samantha Gallagher e é o mais novo de seus quatro filhos. Seus irmãos mais velhos, Jake, Josh e Dan, são jogadores de futebol fora da liga.

## Carreira do clube
Depois de jogar pelo Epsom Eagles, Gallagher ingressou no Chelsea aos oito anos. Em outubro de 2018, ele assinou um novo contrato com o Chelsea até 2021. Ele fez uma pequena cirurgia cardíaca naquele ano. Em maio de 2019, ele foi um substituto não utilizado na final da UEFA Europa League 2019, recebendo a medalha do vencedor.
Em agosto de 2019, ele assinou um novo contrato de três anos com o Chelsea e foi emprestado ao Charlton Athletic. Após seu primeiro mês no Charlton, no qual marcou três gols em seis jogos. Em 14 de janeiro de 2020, foi confirmado que Gallagher havia sido chamado de volta pelo Chelsea, e no dia seguinte, ele se juntou a Swansea City por empréstimo para o resto da temporada.

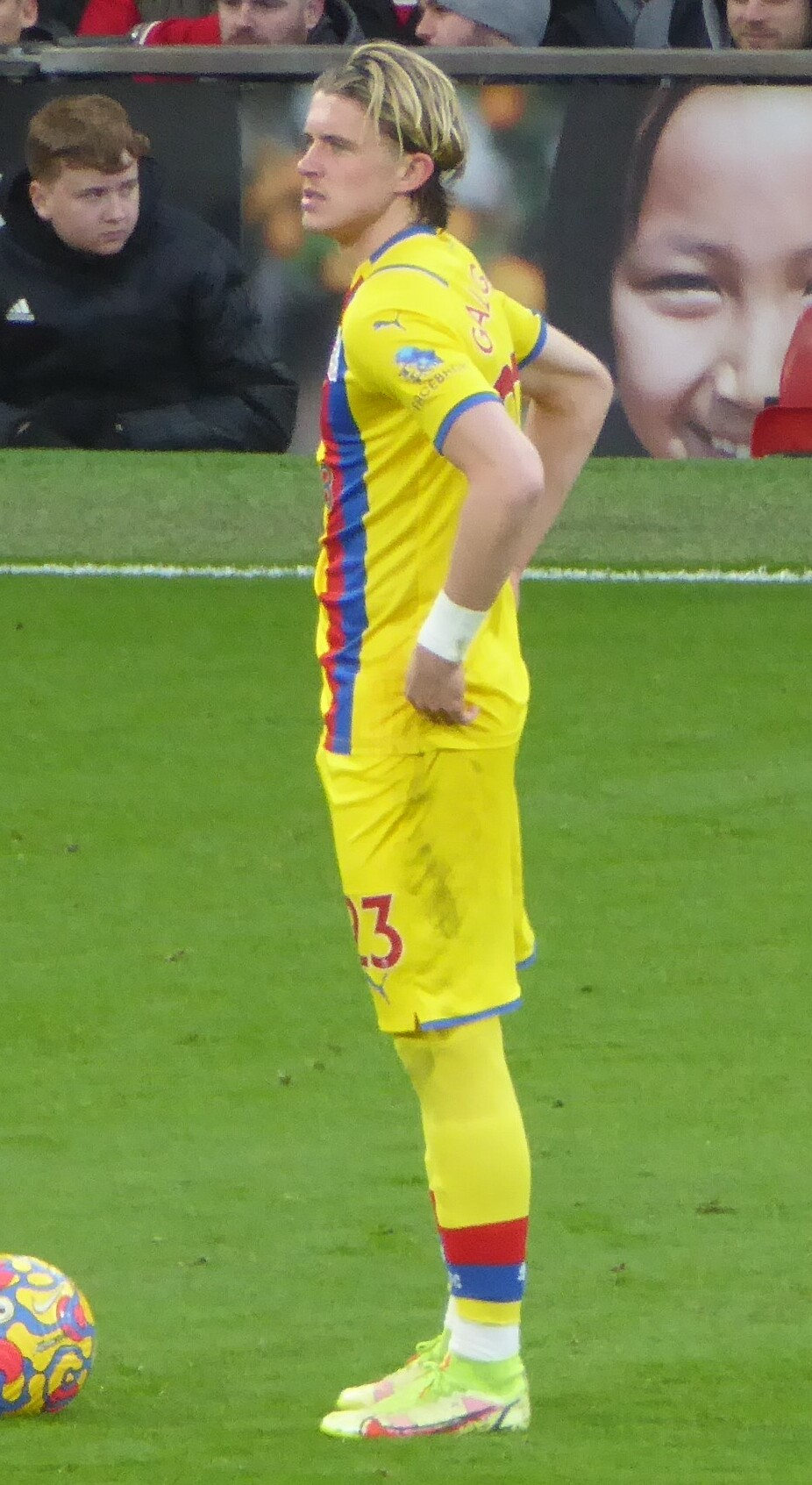
Gallagher pelo Crystal Palace.

Em 17 de setembro de 2020, Gallagher assinou um novo contrato de cinco anos com o Chelsea, e se juntou ao time da Premier League, o West Bromwich Albion, por empréstimo para a temporada 2020-21. Em 28 de novembro, Gallagher marcou seu primeiro gol pelo Albion na vitória por 1 a 0 do campeonato em casa sobre o Sheffield United.
Em julho de 2021, Gallagher ingressou no Crystal Palace Premier League por um contrato de empréstimo de um ano. Ele marcou dois gols no empate de 2 a 2 com o West Ham United em 28 de agosto, seus primeiros gols pelo Palace. Em novembro de 2021, ele foi descrito no The Telegraph como "um dos talentos mais vibrantes da Premier League", que "está prosperando em sua função box-to-box e se tornou um jogador-chave para Patrick Vieira". No início de dezembro, ele marcou seis gols e três assistências pelo Crystal Palace, o maior número de qualquer jogador da Premier League com 21 anos ou menos.
Em 21 de agosto de 2024, assinou com o Atlético de Madrid, por cinco anos.

## Carreira internacional
Ele representou a Inglaterra nas categorias sub-17, sub-18, sub-19 e sub-20, vencendo a Copa do Mundo Sub-17 da FIFA 2017.
Em 8 de outubro de 2019, Gallagher recebeu sua primeira convocação para a Seleção Sub-21 e fez sua estreia em 11 de outubro de 2019 como substituto durante um empate 2-2 contra a Eslovênia em Maribor.
Em 14 de novembro de 2021, ele recebeu sua primeira convocação para a seleção principal da Inglaterra. No dia seguinte, ele fez sua estreia, entrando como substituto do intervalo na vitória da Inglaterra por 10-0 sobre São Marino.

## Estilo de jogo
Gallagher disse que sua "melhor posição é como meio-campista box-to-box [. . . ] Posso jogar mais fundo e também no ataque ", e foi descrito por Lee Bowyer, seu técnico no Charlton na época, como" um meio-campista versátil. Seu work-rate é irreal, ele põe o pé em bloqueios e também consegue ver um passe ". O ídolo de Gallagher enquanto crescia era o meio-campista do Chelsea, Frank Lampard.

## Estatísticas de carreira

### Clube
- Atualizado até 15 December 2021

| Clube                             | Temporada      | Liga             | Liga  | Liga | Copa  | Copa | Taça da Liga | Taça da Liga | Outros | Outros | Total | Total |
| Clube                             | Temporada      | Divisão          | Jogos | Gols | Jogos | Gols | Jogos        | Gols         | Jogos  | Gols   | Jogos | Gols  |
| --------------------------------- | -------------- | ---------------- | ----- | ---- | ----- | ---- | ------------ | ------------ | ------ | ------ | ----- | ----- |
| Chelsea Sub-23                    | 2018–19        | -                | -     | -    | -     | -    | -            | -            | 4      | 0      | 4     | 0     |
| Chelsea                           | 2019-20        | Premier League   | 0     | 0    | 0     | 0    | 0            | 0            | -      | -      | 0     | 0     |
| Chelsea                           | 2020–21        | Premier League   | 0     | 0    | 0     | 0    | 0            | 0            | -      | -      | 0     | 0     |
| Chelsea                           | 2021–22        | Premier League   | 0     | 0    | 0     | 0    | 0            | 0            | -      | -      | 0     | 0     |
| Chelsea                           | Total          | Total            | 0     | 0    | 0     | 0    | 0            | 0            | 0      | 0      | 0     | 0     |
| Charlton Athletic (empréstimo)    | 2019-20        | EFL Championship | 26    | 6    | 0     | 0    | 0            | 0            | -      | -      | 26    | 6     |
| Swansea City (empréstimo)         | 2019-20        | EFL Championship | 19    | 0    | -     | -    | -            | -            | 2      | 0      | 21    | 0     |
| West Bromwich Albion (empréstimo) | 2020–21        | Premier League   | 30    | 2    | 1     | 0    | 1            | 0            | -      | -      | 32    | 2     |
| Crystal Palace (empréstimo)       | 2021–22        | Premier League   | 16    | 6    | 0     | 0    | 1            | 0            | -      | -      | 17    | 6     |
| Carreira total                    | Carreira total | Carreira total   | 91    | 14   | 1     | 0    | 2            | 0            | 6      | 0      | 100   | 14    |

### Internacional
- Atualizado até 26 de março de 2022

| Seleção    | Ano   | Jogos | Gols |
| ---------- | ----- | ----- | ---- |
| Inglaterra | 2021  | 1     | 0    |
| Inglaterra | 2022  | 1     | 0    |
| Total      | Total | 2     | 0    |

## Títulos
Chelsea
- UEFA Europa League: 2018-19[4]

Inglaterra Sub-17
- Copa do Mundo Sub-17 da FIFA: 2017 [23]